# Henri Weewauters
Henri Weewauters (8 de novembro de 1875 — data de morte desconhecida) foi um velejador belga, medalhista olímpico. Ele competiu nos Jogos Olímpicos de Verão de 1908 na classe 6 Metre e conquistou a medalha de prata na disputa a bordo do Zut com Léon Huybrechts e Louis Huybrechts. Doze anos depois, nos Jogos Olímpicos de Verão de 1920, esteve na classe 8 Metre como tripulante do Antwerpia V ao lado de Willy de l'Arbre, Georges Hellebuyck e Léopold Standaert, com quem conseguiu o bronze.